# Wekler Ferenc
Wekler Ferenc (Mecseknádasd, 1955. október 23. –) magyar történész, népművelő, politikus, 1998 és 2004 között az Országgyűlés alelnöke.

## Élete
Wekler Ferenc 1955-ben született a Baranya megyei Mecseknádasdon, német nemzetiségű szülők gyermekeként. Édesapja bányász volt, édesanyja takarítónőként dolgozott. Általános iskolai tanulmányait szülőfalujában, középiskolai tanulmányait Pécsett végezte, 1974-ben a Széchenyi István Szakközépiskolában érettségizett. Előbb a hidasi TSZ gépkocsivezetője, majd a Pécsi Tüdőgondozó Intézet röntgenasszisztense volt, ezután Pécsváradon lett képesítés nélküli népművelő. 1976 és 1977 között Hódmezővásárhelyen teljesített sorkatonai szolgálatot, majd 1982-ben az Eötvös Loránd Tudományegyetem Bölcsészettudományi Karán szerzett középiskolai történelemtanári és népművelő diplomát. 1982-től 1985-ig a pécsi Janus Pannonius Tudományegyetem filozófia tanszékén dolgozott tanársegédként.
1985-ben a lakosság spontán jelöltjeként, az MSZMP jelöltjével szemben Mecseknádasd tanácselnökévé választották. 1986-ban kezdeményezésére társadalmi bizottság alakult, amely megakadályozta a Paksi Atomerőmű Ófaluba tervezett atomtemetőjének megépítését, a sikeres tiltakozó akció révén országosan ismert politikussá vált. 1989-ben KISZ-díjat kapott, valamint az ELTE BTK-n történelemből egyetemi doktori címet szerzett. Ugyanebben az évben a Baranya megyei Faluszövetség alapító elnöke lett.
Az 1990-es országgyűlési választáson a Szövetség a Faluért, a Vidékért elnevezésű választási párt és az Agrárszövetség közös jelöltjeként, a Szabad Demokraták Szövetségének támogatásával Baranya megye 5. számú, Mohács központú választókerületében szerzett mandátumot, az Országgyűlésben az SZDSZ-frakció tagja és az önkormányzati, közigazgatási, belbiztonsági és rendőrségi bizottság elnöke lett. 1990 és 1994 között Mecseknádasdon önkormányzati képviselő is volt. 1990 novemberében az SZDSZ tagja lett, és a párt országos ügyvivőjévé választották, a következő évben a frakció vezetőségi tagja, a párt önkormányzati szóvivője és az Országos Tanács tagja lett. 1992 végén neve felmerült pártja miniszterelnök-jelöltjeként, végül Kuncze Gábor lett a listavezető. 1992 és 1997 között az SZDSZ pártigazgatója volt.
Az 1994-es országgyűlési választáson ismét egyéni választókerületéből került az Országgyűlésbe, a választást követő koalíciós tárgyaláson pártja önkormányzati delegációjának vezetője volt. Neve felmerült, mint a koalíciós kormány belügyminisztere, azonban a posztot végül Kuncze kapta, Wekler pedig bizottsági tagságot sem vállalt. 1995-ben az SZDSZ Baranya megyei választmányának elnöke, valamint a parlament önkormányzati és rendészeti bizottságának alelnöke lett. 1996-tól frakcióvezető-helyettes volt.
Az 1998-as és a 2002-es országgyűlési választásokon pártja országos listáján szerzett mandátumot, 1998 és 2004 között az Országgyűlés alelnöke, 2002-től 2006-ig a parlament területfejlesztési bizottságának alelnöke volt. 2000 és 2001 között, Demszky Gábor pártelnök mellett ismét pártigazgatóként dolgozott. 2002-től 2019-ig Mecseknádasd polgármesteri tisztségét is ellátta. 2003-ban legalább 128 millió forint állami támogatást nyert az agrártárca szőlőtelepítési pályázatán, képviselőként pedig módosító indítványt nyújtott be a szőlőtermesztésről és a borgazdálkodásról szóló törvényhez azért, hogy Mórágyot, ahol földjei találhatók, csatolják a szekszárdi borvidékhez. A kitörő botrány miatt 2004 szeptemberében lemondott parlamenti alelnöki posztjáról, utóda Világosi Gábor lett. A 2006-os országgyűlési választáson már nem szerzett mandátumot.